# Karlov (Smetanova Lhota)
Karlov je osada, část obce Smetanova Lhota v okrese Písek v Jihočeském kraji. Nachází se asi dva kilometry jižně od Smetanovy Lhoty. Jsou zde evidovány čtyři adresy. V roce 2011 zde trvale žilo 21 obyvatel.
Karlov leží v katastrálním území Smetanova Lhota o výměře 13,05 km².

## Historie
První písemná zmínka o vesnici pochází z roku 1384.

## Obyvatelstvo
| Rok            | 1869 | 1880 | 1890 | 1900 | 1910 | 1921 | 1930 | 1950 | 1961 | 1970 | 1980 | 1991 | 2001 | 2011 | 2021 |
| -------------- | ---- | ---- | ---- | ---- | ---- | ---- | ---- | ---- | ---- | ---- | ---- | ---- | ---- | ---- | ---- |
| Počet obyvatel | 43   | 34   | 33   | 34   | 37   | 32   | 28   | 22   | 18   | 10   | 4    | 3    | 3    | 21   | 12   |
| Počet domů     | 3    | 4    | 5    | 5    | 5    | 5    | 5    | 5    | 3    | 2    | 2    | 2    | 5    | 3    | 3    |

## Obecní správa
Při sčítání lidu v letech 1850–1879 Karlov byl osadou obce Varvažov v okrese Písek. Od roku 1880 je částí obce Smetanova Lhota v okrese Písek.

## Pamětihodnosti
- Jižně až jihovýchodně od obce kolem řeky Lomnice se nachází přírodní památka Vystrkov.
- Lovecký zámeček Karlov je vedený v Seznamu kulturních památek v okrese Písek.

## Galerie

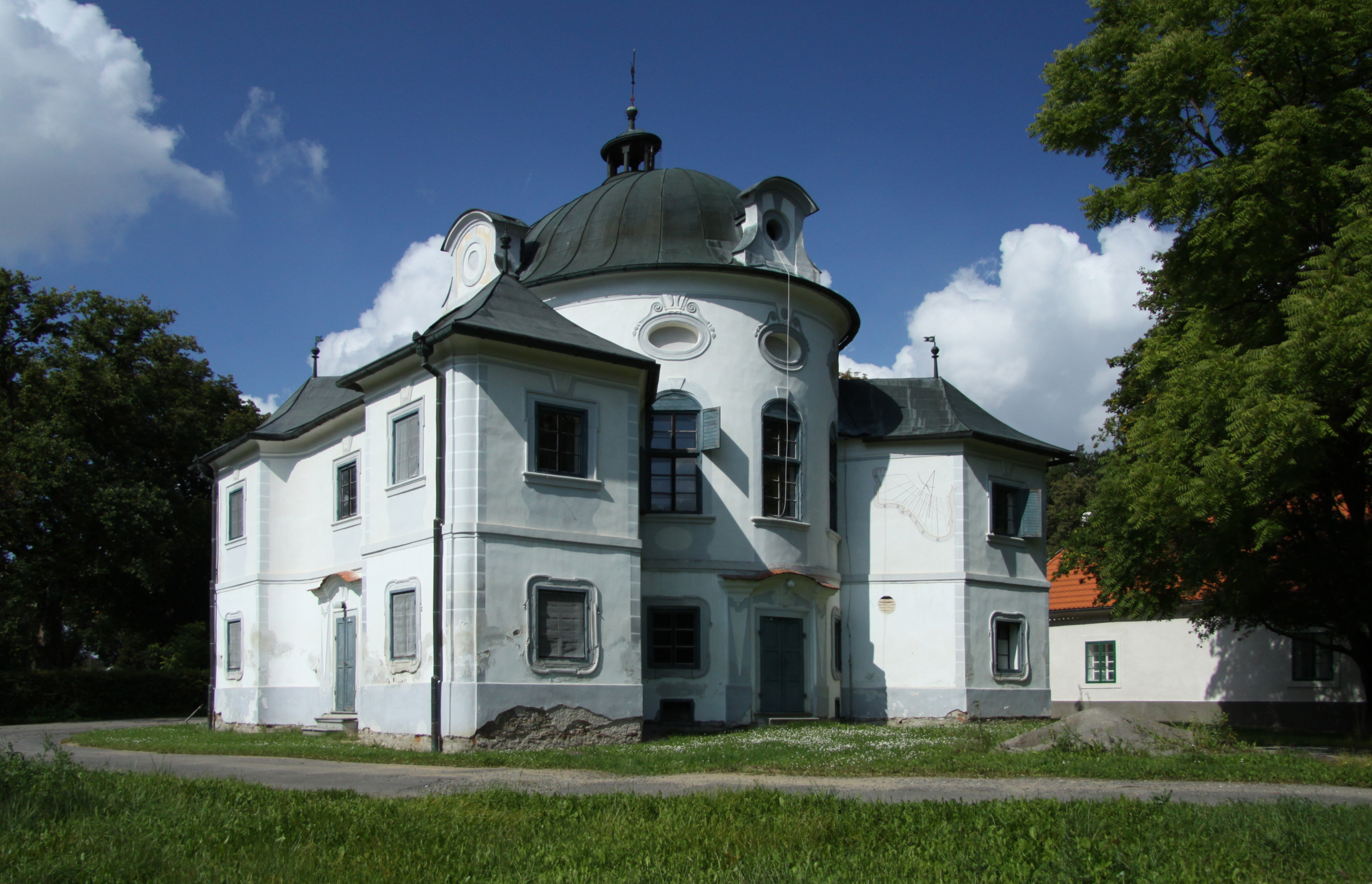
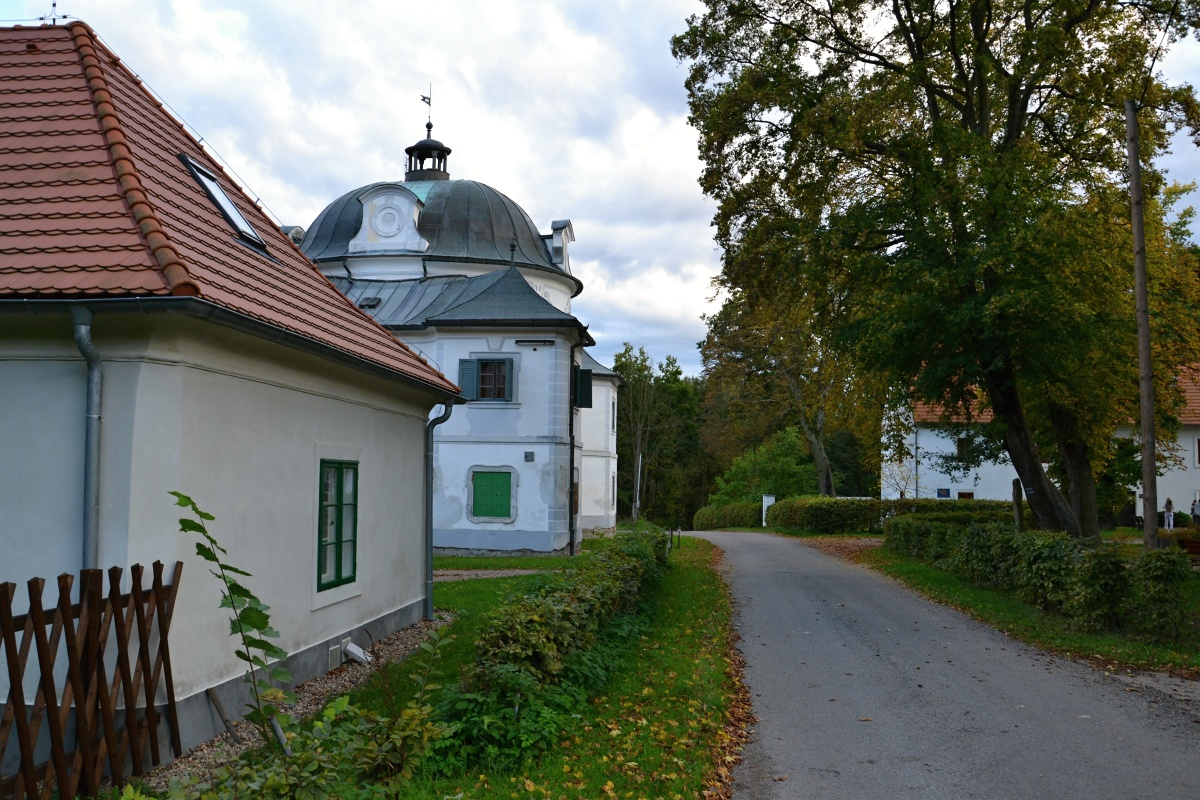
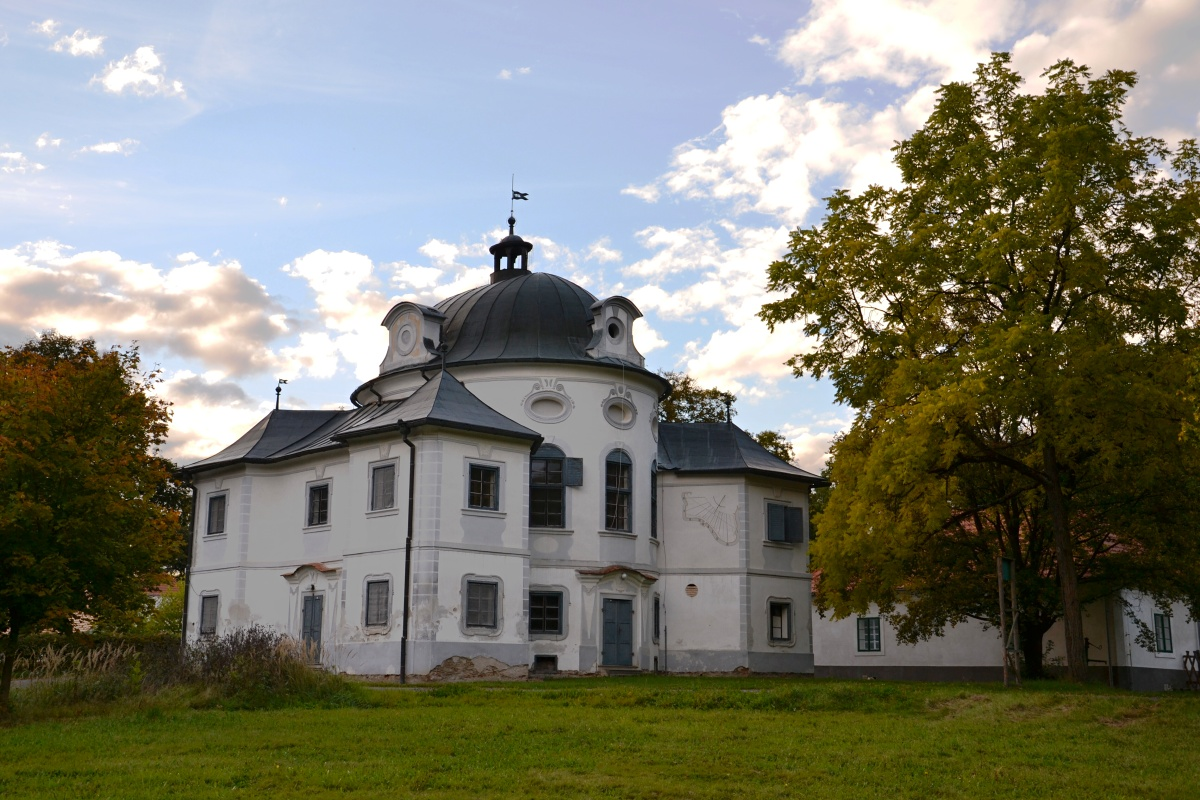
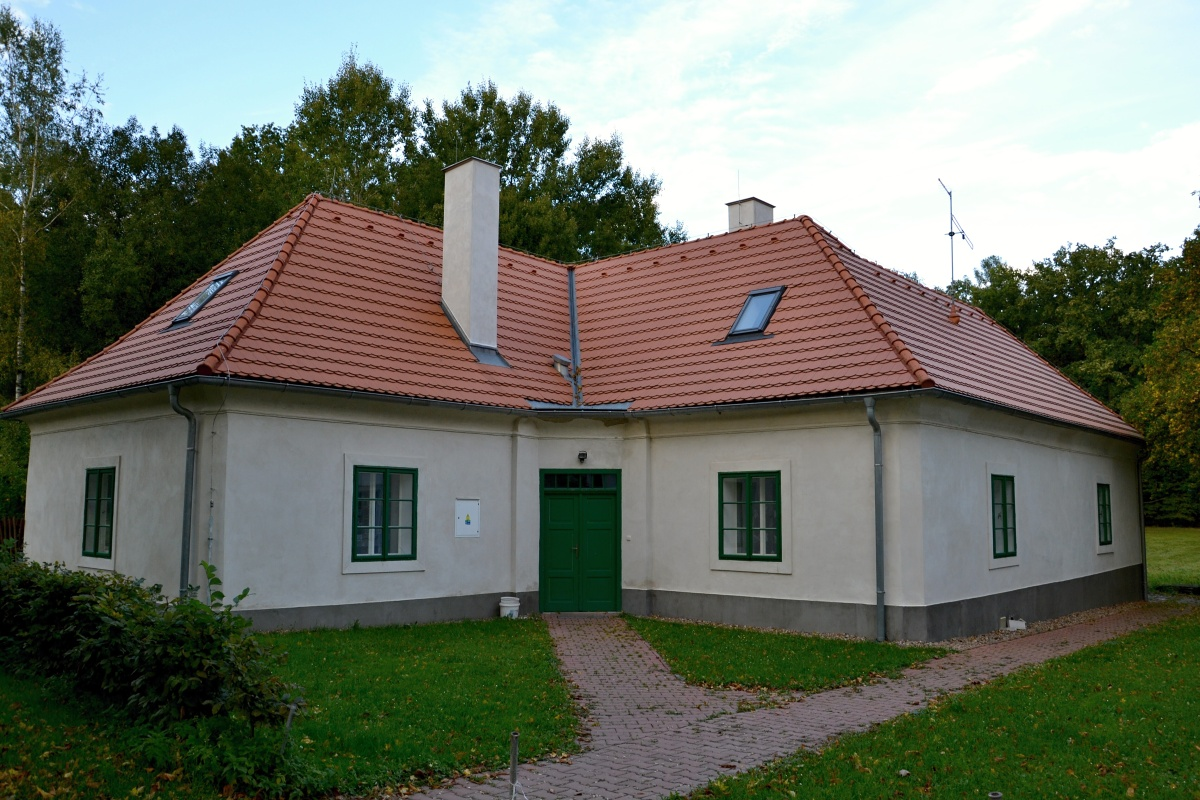